# ソユーズL3計画
ソユーズL3計画（ソユーズ エルトゥリ けいかく）は、1964年8月 - 1974年6月23日にかけてソビエト連邦で推進された、有人月面着陸計画である。ソユーズL1計画が月を周回するだけであるのに対し、これはソユーズ計画決定打ともいえるものであった。

## 有人月着陸
ソ連版有人月面着陸は、当初は1970年第4四半期に実施する予定であった。有人月面着陸船（LK）および月周回母船（ソユーズLOK）は、1970年末までに地球周回軌道における無人自動操縦動作テストに成功し、開発が終了していた。しかし大型ロケット「N-1ロケット」の開発に失敗したために、実現しなかった。
アメリカ合衆国のアポロ計画との違いは、第1に、無人自動操縦が可能であったこと、第2に、バックアップ用の無人自動操縦宇宙船と有人宇宙船が並行して打上げられる予定であったことである。

### L3計画の概要
ソユーズL3計画の概要は以下の通りである。
有人月面着陸の1ヶ月前、生命維持装置および酸素タンク付の無人月面車「ルノホート3号」「ルノホート4号」がプロトンロケットによって打ち上げられる。ルノホート3・4号は、有人月面着陸候補地点に軟着陸し、周囲を走行・調査して、有人月面着陸に対して安全な、平坦な場所で停止する。ルノホート3・4号は、LKを誘導する位置電波信号を発する。
有人月面着陸の数日前、無人の「ソユーズL3複合体」（ソユーズLOK月周回母船・LK月面着陸船・ブロックD燃料および推進部から構成される）が、N-1ロケットによって打ち上げられる。それらは無人自動操縦によって、ソユーズLOKを月周回軌道に、LKを月面のルノホート3・4号の近傍に、それぞれバックアップとして配置する。
無人のソユーズLOKおよびLKが問題なく作動していることが確認されると、二人の人間が乗ったソユーズL3複合体がN-1ロケットによって打ち上げられ、月へと向かう。ソユーズLOKもLKも、基本的には自動操縦で、人間が操縦桿を握るのは緊急時のみとされていた。月周回軌道到着の翌日、一人の宇宙飛行士が、ソユーズLOKから宇宙遊泳によってLKへと乗り移る。有人のLKは、既に有人月面着陸予定地点で待機しているルノホート3・4号からの位置電波信号を頼りに、ルノホート3・4号の近傍に全自動で着陸する。月面での滞在は6～24時間を予定していた。
万が一、有人のLKに故障が起こった場合には、月着陸飛行士はルノホートに乗車・運転し、近傍のバックアップLKに乗り移る予定だった。月面調査終了後、飛行士を乗せたLKは月周回軌道へと上昇し、ソユーズLOKとドッキングする。LKからソユーズLOKへの宇宙飛行士の移乗は、宇宙遊泳によって行われる。

### 宇宙飛行士の訓練
1966年ごろから、ソ連の宇宙飛行士隊は、ユーリ・ガガーリン、ウラジミール・コマロフなどが属した、ソユーズ宇宙船での地球周回飛行に備えた第1グループと、アレクセイ・レオーノフがチーフを務めた第2グループに分割されていた。第2グループは、ソユーズL1宇宙船での月周回飛行と、L3宇宙船での月着陸飛行に備えた。ソ連の構想では、月着陸の前に、2人のクルーによる月周回飛行を3回実施する。合計で3クルー6人が月周回飛行をすることになり、この3クルーの中の1つが本番の月着陸飛行をする予定だった。
月着陸計画では、月着陸船は月の表面から110メートル上空でいったん停まって着陸地点を選定し、その後の飛行はすべて手動となる予定だった。着陸地点の選定には一瞬の判断が必要とされる。3秒以内に着陸地点を決めてコンピューターにデータを入力しなければならない。着陸地点の選択を誤ってクレーターの縁に着陸したりすると、着陸船が転倒して帰還するための発進ができなくなる恐れがある。レオーノフたちは、ミル4ヘリコプターを使用して、地球の地上110メートルでヘリコプターを停めて、機体の角度を変えて速度を落としながら下降する、通常の操縦では危険性が高いために禁止されている訓練をした。
月から地球へ帰還する宇宙船は秒速11.2キロメートルだが、秒速8キロに減速するために一度大気圏に入り、そこから跳ね出して、ふたたび大気圏に突入する計画だった。ソ連の星の街にある3千トンの遠心機では、大気圏再突入で予想される最大14Gを経験する訓練も何度か実施し、レオーノフは、体内の血管の細かいところで内出血が起きた。
宇宙船には、自動と手動の両方の操縦システムが備えられていたが、手動システムでは、宇宙船の方向を修正するために、星の位置を測定する必要がある。精密な六分儀と星測定器を使うための訓練は、モスクワのプラネタリウムで何時間もかけておこなわれた。モスクワでは、北半球の星しか見ることができないので、南半球の星を見るための訓練は、ソマリアのモガディッシュで実施された。

### 計画の中止
N-1ロケットの打ち上げが相次いで失敗する一方で、アメリカのアポロ計画は順調に進んだ、1969年8月にソ連が打ち上げたゾンド7号は、月周回飛行を実現させたが、地球での大気圏再突入時に熱の遮断が不十分で、乗せていた亀とウサギは死んでしまった。このことから、宇宙飛行士の死亡事故が起きて、その責任を負わされることを当局者は心配し、ソ連の有人月飛行計画はいったん中止された。
1974年の時点で、L3複合体が4機完成しており、2機は同年8月および年末に行われる無人自動操縦ドレスリハーサル用、残りの2機が有人月面着陸用を想定していた。さらに2機が建造中だった。しかし、肝心の「N-1Fロケット」（それまでのN-1ロケットから全段が新型エンジンに変更されていた）はとうとう完成しなかった（5号機・6号機の2機が建造中だった）。1974年6月23日の政府命令により、ソユーズL3ソ連有人月面着陸計画は完全に中止され、完成済みの機体はスクラップにされた。